# Aldo
Aldo je mužské křestní jméno italského původu. Jedná se o zkrácený tvar jména Aldobrando respektive Aldobrand. Vykládá se jako „ušlechtilá zbraň“.
Podle českého kalendáře má svátek 21. listopadu.

## Aldo v jiných jazycích
- Italsky, německy, anglicky, španělsky: Aldo

## Známí nositelé jména
- Aldo Agroppi (1944-2025) - italský fotbalista a trenér
- Aldo Baéz (* 1988) - argentinský fotbalista
- Aldo Busi – italský spisovatel
- Aldo Ciccolini (1925-2015) - francouzský klavírista
- Aldo Donati (1910-1984) - italský fotbalista
- Aldo Gordini – francouzský řidič formule 1
- Aldo Leopold (1887-1948) - americký přírodovědec a spisovatel
- Aldo Maldera (1953-2012) - italský fotbalista
- Aldo Montano (* 1978) - italský šermíř
- Aldo Montano (1910) (1910-1996 - italský šermíř
- Aldo Moro (1916-1978) - italský politik
- Aldo Nicolaj (1920-2004) - italský dramatik
- Aldo Rossi (1931-1997) – italský architekt
- Aldo Serena (* 1960) - italský fotbalista
- Aldo Simoncini (* 1986) - sanmarinský fotbalista
- Aldo van Eyck – italský architekt